# Imbrasia macrothyris
Imbrasia macrothyris är en fjärilsart som beskrevs av Rothschild 1906. Imbrasia macrothyris ingår i släktet Imbrasia och familjen påfågelsspinnare. Inga underarter finns listade i Catalogue of Life.